# قاسم دومبيا
قاسم دومبيا (بالفرنسية: Kassim Doumbia)‏ (18 يونيو 1990 بباماكو في مالي - ) هو لاعب كرة قدم أيسلندي في مركز الدفاع. شارك مع منتخب مالي لكرة القدم. أما مع النوادي، فقد لعب مع فاسلاند بيفيرين وفيمليكافيلاغ هافنارفيارذار ونادي بروكسل ونادي غينت.

## وصلات خارجية
- قاسم دومبيا على موقع الاتحاد الأوربي (الإنجليزية)
- قاسم دومبيا على موقع قاعدة بيانات كرة القدم.إي يو (الإنجليزية)
- قاسم دومبيا على موقع Soccerway.com (الإنجليزية)